# SN 2007sn
SN 2007sn – supernowa typu Ia odkryta 27 listopada 2007 roku w galaktyce A221404-0012. W momencie odkrycia miała maksymalną jasność 21,30m.